# Dalworthington Gardens
Dalworthington Gardens est une ville située au sud-est du comté de Tarrant, au Texas, aux États-Unis,. La ville est totalement bordée par celle d'Arlington.

## Démographie
Lors du recensement de 2010, la ville comptait une population de 2 259 habitants. Elle est estimée, en 2016, à 2 383 habitants.

### Source de la traduction
- (en) Cet article est partiellement ou en totalité issu de l’article de Wikipédia en anglais intitulé « Dalworthington Gardens, Texas » (voir la liste des auteurs).